# 237187 Zhonglihe
237187 Zhonglihe este un asteroid din centura principală de asteroizi.

## Descriere
237187 Zhonglihe este un asteroid din centura principală de asteroizi. A fost descoperit pe 23 octombrie 2008 la Observatorul Lulin de Hsiao Xiang-Yao și Ye Quan-Zhi. Asteroidul prezintă o orbită caracterizată de o semiaxă mare de 2,73 ua, o excentricitate de 0,10 și o înclinație de 4,6° în raport cu ecliptica.